# Stahlblauer Rötling
Der Stahlblaue Rötling (Entocybe nitida; Syn.: Entoloma nitidum) ist eine Pilzart aus der Familie der Rötlingsverwandten (Entolomataceae).

## Merkmale

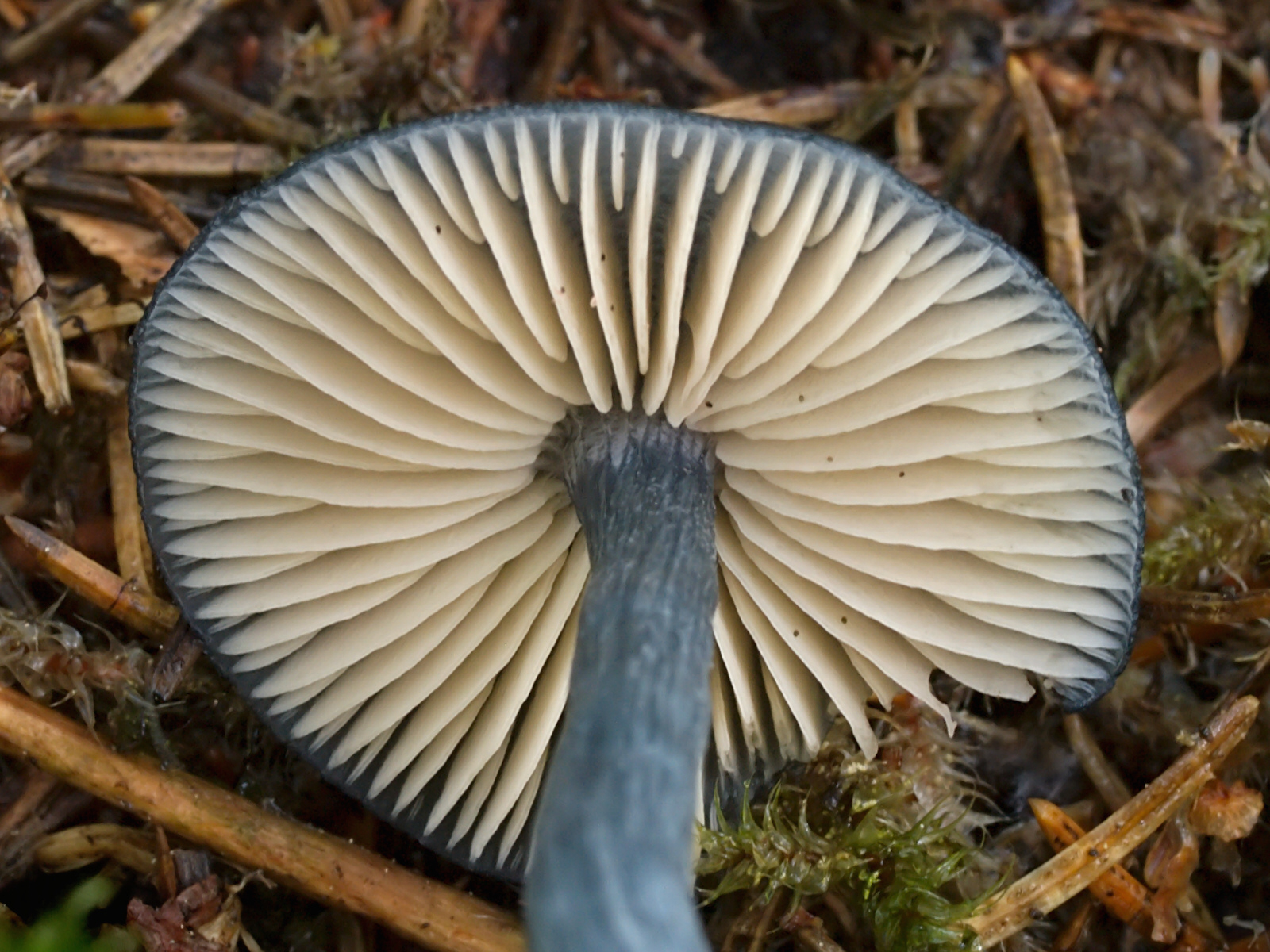
Die gelblich-weißen Lamellen des Stahlblauen Rötlings auf der Hutunterseite

### Makroskopische Merkmale
Der dünnfleischige Hut ist zunächst glocken- oder halbkugelförmig, später gewölbt oder selten auch fast flach mit einem deutlichen, stumpfen Buckel und erreicht 2–5 cm im Durchmesser. Die glatte, matte Hutoberfläche ist dunkel- bis stahlblau, später etwas blasser gefärbt und lässt ein radialfaseriges Muster von eingewachsenen Fasern erkennen. Der ungeriefte Hutrand ist anfangs eingerollt, später flach und reißt bei Trockenheit oft tief ein.
Die untermischt und mit etwas Abstand stehenden Lamellen sind zunächst weißlich und verfärben sich mit fortschreitender Sporenreife zunehmend rötlich. Sie sind am Stiel ausgebuchtet angewachsen oder fast frei stehend. Die Lamellenschneiden sind bauchig geformt und glatt.
Der Stiel wird 3–9 cm hoch und 2,5–5, in der Mitte auch bis 7 mm dick, ist weitgehend zylindrisch geformt und verlängert sich kurz wurzelartig ins Substrat. Seine Oberfläche ist hutfarben oder etwas heller und nahe der Basis etwas gelblich oder weiß. Er ist längsfaserig und zerbrechlich beschaffen und innen vollfleischig oder mit einer schmalen, leeren bis wattig ausgestopften Höhlung.
Das weiche, weißliche Fleisch hat kaum Geschmack und einen leichten mehlartigen oder etwas unangenehmen Geruch.

### Mikroskopische Merkmale
Die Fruchtschicht überzieht auch die Lamellenschneiden und weist keine Zystiden auf. Ihre Basidienzellen messen 24–36 (selten bis 45) auf 7,5–12,5 Mikrometer. Daran wachsen je vier der eckig geformten, rosabraunen Sporen, welche 6,5–10 × 5,5–8 µm messen und relativ dünne Wände aufweisen. Auf Rasterelektronenmikroskopaufnahmen zeigen sie (manchmal) ein unvollständiges Netz.
Die Huthaut ist eine Ixocutis aus radial verlaufenden, 2,5–6 Mikrometer starken, zylindrisch geformten Hyphen. Der blaue Farbstoff findet sich in den Zellen.
Es sind reichlich Schnallenverbindungen im Gewebe vorhanden.

## Artabgrenzung

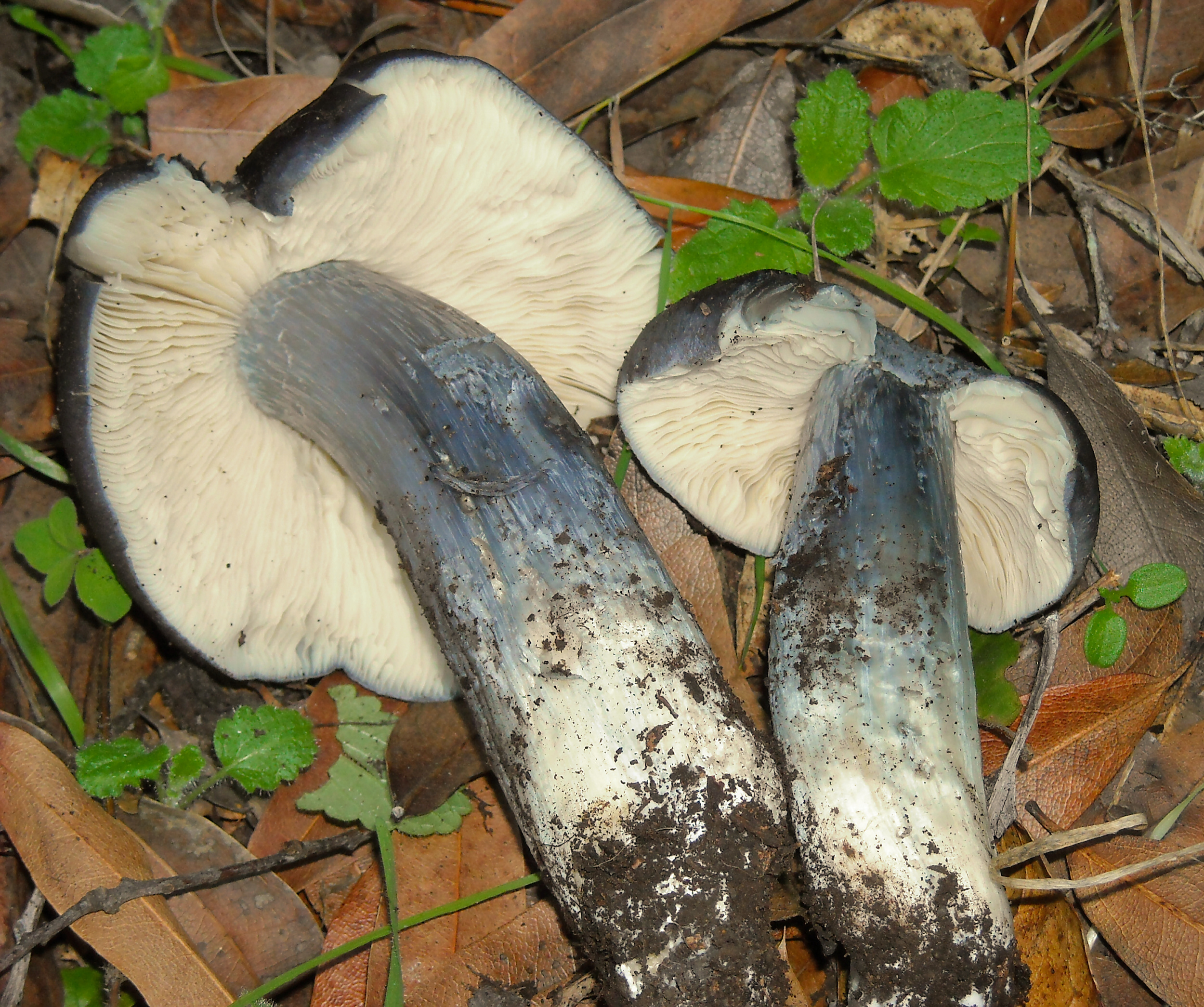
Der kräftigere Blaue Rötling (Entoloma bloxamii) wächst in Mitteleuropa auf Offengrasstandorten.

Die optisch sehr ähnlichen Fruchtkörper von Entoloma alcedicolor riechen nach Knoblauch und besitzen eine anders aufgebaute Hutdeckschicht. Die Art ist bislang nur von der Typuslokalität bekannt. Der seltene Blaue Rötling (Entoloma bloxamii) lebt nicht im Wald, sondern auf Offengrasflächen und besitzt kräftigere Fruchtkörper. Ähnliche Färbungen finden sich außerdem bei Entoloma subcarneum (hat eine schuppigere Hutoberfläche und größere Sporen), Entocybe trachyspora, Entoloma occidentale sowie den seltenen Entoloma cyaneonitum, Entoloma cyaneum und Entoloma violaceonigrum. Darüber hinaus gleicht der Stahlblaue Rötling in der Erscheinung der Fruchtkörper bis auf die unterschiedliche Färbung dem Drehstiel-Rötling (Entocybe turbida).

## Ökologie, Phänologie und Verbreitung
Der Stahlblaue Rötling lebt als Saprobiont in gewöhnlich zumindest oberflächlich humosen und sauren sowie tiefer auch häufig kalkhaltigen Böden von Nadel- oder Mischwäldern. Er fruchtet zwischen August und November einzeln oder in kleinen Gruppen. Die Art ist in Europa weit verbreitet, in Nordwesteuropa örtlich auch häufig, und kommt auch in Nordamerika vor.

## Bedeutung

### Inhaltsstoffe
In den Fruchtkörpern kommen unter anderem Polysaccharide mit krebshemmender Wirkung vor.

### Speisewert
Er könnte beim Verzehr giftig auf den menschlichen Organismus wirken, die Giftigkeit ist allerdings umstritten.

## Systematik und Taxonomie
Die Erstbeschreibung stammt aus dem 1883 veröffentlichten Werk „Quelques especes critiques ou nouvelles de la Flore Mycologique de France“ von Lucien Quélet. Der französische Mykologe ordnete die Art bereits den Rötlingen (Entoloma) zu. Machiel Evert Noordeloos gliederte die Gattung und teilt die Art der Untergattung Entoloma, Sektion Entoloma, Untersektion Entoloma zu. Der niederländische Mykologe stellte zudem Überlegungen an, die Sektion zusammen mit der Sektion Turfosa aufgrund von Sporenähnlichkeiten in die Gattung der Tellerlinge (Rhodocybe) zu überschreiben. Im Jahr 2011 wurde der Stahlblaue Rötling auf Grundlage phylogenetischer Untersuchungen gemeinsam mit einigen Arten der ehemaligen Sektion Turfosa in die Gattung Entocybe überschrieben.